# Canton de Lure-Nord
Le canton de Lure-Nord est un ancien canton français situé dans le département de la Haute-Saône et la région Franche-Comté.

## Histoire
Canton créé en 1985 (décret du 31 janvier 1985).

## Représentation

### Conseillers généraux du canton de Lure-Nord de 1985 à 2015
| Période | Période | Identité               | Étiquette   | Qualité |
| ------- | ------- | ---------------------- | ----------- | --- |
| 1985    | 1992    | Jean Hertz             | MRG         | Chef d'entreprise Maire de Lure (1983-1989) Ancien conseiller général du canton de Lure (1973-1985)          |
| 1992    | 1998    | Gilles Roy (1930-2014) | UDF         | Principal de collège Maire de Lure (1989-1995) Suppléant du sénateur Michel Miroudot                         |
| 1998    | 2011    | Michel Federspiel      | DVG puis PS | Professeur d'éducation physique Maire de Lure (1995-2007) Suppléant du député Jean-Pierre Michel (1993-2002) |
| 2011    | 2015    | Raoul Juif             | PS          | Orthoptiste Premier Adjoint au Maire de Lure Elu en 2015 dans le Canton de Lure-1                            |

### Conseillers généraux de l'ancien canton deLure(1833-1985)
| Période | Période          | Identité                         | Étiquette                                   | Qualité |
| ------- | ---------------- | -------------------------------- | ------------------------------------------- | --- |
| 1833    | 1855             | Pierre Boileau (1789-1860)       |                                             | Avocat puis Président du Tribunal de Lure |
| 1855    | 1862             | Eugène Grobert                   |                                             | Notaire - Maire de Lure (1848-1863) |
| 1862    | 1868             | Jules François Xavier Parmentier |                                             | Propriétaire à Lure |
| 1868    | 1877             | François Martelet                | Droite                                      | Maire de Lure (1864-1878) |
| 1877    | 1880 (démission) | Charles Baïhaut                  | Union républicaine                          | Ingénieur - Propriétaire à Mollans Député (1877-1893) Sous-secrétaire d'Etat (1882-1885) Ministre (1886)                                       |
| 1880    | 1889             | Antoine Boisson                  |                                             | Docteur en médecine à Lure |
| 1889    | 1900 (décès)     | Jean-Baptiste Levrey             | Républicain progressiste                    | Médecin - Maire de Lure Député (1885-1889) - Sénateur (1891-1900)                                                                              |
| 1901    | 1907             | Joseph Constant Lotz             | Rad.                                        | Maire de Lure (1887-1908) |
| 1907    | 1911 (décès)     | Fernand Scheurer (1857-1911)     | Rad.                                        | Manufacturier à Lure |
| 1911    | 1913             | René Renoult                     | Rad.                                        | Avocat Député de Haute-Saône (1902-1919) Sénateur du Var (1920-1944) Sous-secrétaire d'Etat (1909-1910) Ministre (1911 à 1914 et 1924 à 1932)) |
| 1913    | 1938 (décès)     | Henry Marsot                     | Rad.                                        | Négociant Maire de Lure (1912-1938) Sénateur (1920-1927) Président du Conseil Général                                                          |
| 1938    | 1940             | Charles Fréchin                  | RG                                          | Vétérinaire à Lure, conseiller d'arrondissement                                                                                                |
|         |                  |                                  |                                             | |
| 1945    | 1949             | Albert Morel                     | Union républicaine et résistante (app. PCF) | Employé à l'hôpital de Lure |
| 1949    | 1967             | Maurice Georges                  | PRL puis RPF puis ARS                       | Industriel filateur Député (1951-1958) Maire de La Côte Président du Conseil Général (1953-1955)                                               |
| 1967    | 1973             | Jacques Maroselli                | Rad. puis MRG                               | Préfet Député (1967-1968) Maire de Luxeuil-les-Bains (1970-1989) Élu en 1973 dans le canton de Luxeuil-les-Bains                               |
| 1973    | 1985             | Jean Hertz                       | MRG                                         | Chef d'entreprise Maire de Lure (1983-1989) Elu en 1985 dans le Canton de Lure-Nord                                                            |

### Conseillers d'arrondissement du canton de Lure (de 1833 à 1940)
| Période                                  | Période          | Identité                        | Étiquette                     | Qualité |
| ---------------------------------------- | ---------------- | ------------------------------- | ----------------------------- | --- |
| 1833                                     | 1839             | M. Michel                       |                               | Propriétaire à Lure                                                                                         |
| 1839                                     | 1842             | M. Grandmougin                  |                               | Juge au Tribunal de Lure                                                                                    |
| 1842                                     | 1848             | M. Lanoir                       |                               | Juge de paix à Lure                                                                                         |
| 1848                                     | 1852             | Jean Huguenin (1814-1889)       | Républicain                   | Avocat, conseiller municipal de Lure                                                                        |
|                                          |                  |                                 |                               | |
|                                          | 1882 (démission) | Julien Joseph Vitte (1825-1891) |                               | Cultivateur, maire de Roye                                                                                  |
|                                          |                  |                                 |                               | |
|                                          | 1894 (démission) | M. Hézard                       |                               | |
|                                          |                  |                                 |                               | |
| 1922                                     | 1938             | Charles Fréchin                 | RG                            | Vétérinaire à Lure                                                                                          |
| 1938                                     | 1940             | André Bertrand                  | Union républicaine et sociale | Médecin à Lure                                                                                              |
| 1940                                     |                  |                                 |                               | Les conseils d'arrondissement ont été suspendus par la loi du 12 octobre 1940 et n'ont jamais été réactivés |
| Les données manquantes sont à compléter. |                  |                                 |                               | |

## Composition
| Fresne Scey Dampierre Champlitte Champagney Faucogney Lux St-Sauveur Mélisey Rioz Marnay Gy Autrey Gray Montbozon Saulx Port-s-Saône Combeauf. Vitrey Jussey Vauvillers St-Loup Amance Lure-Nord Lure-Sud Villersexel V.E. V.O. Noroy H.O. H.E. Pesmes |

Le canton de Lure-Nord groupe 13 communes et compte 9 974 habitants (recensement de 2010, population municipale).
| Nom                           | Code Insee | Intercommunalité    | Population (dernière pop. légale)             |
| ----------------------------- | ---------- | ------------------- | --------------------------------------------- |
| Lure (chef-lieu)              | 70310      | CC du pays de Lure  | Fraction : 5 009(2012) Commune : 8 324 (2014) |
| Adelans-et-le-Val-de-Bithaine | 70004      | CC du Triangle Vert | 300 (2014)                                    |
| Amblans-et-Velotte            | 70014      | CC du pays de Lure  | 380 (2014)                                    |
| Bouhans-lès-Lure              | 70081      | CC du Triangle Vert | 326 (2014)                                    |
| La Côte                       | 70178      | CC du pays de Lure  | 513 (2014)                                    |
| Franchevelle                  | 70250      | CC du Triangle Vert | 414 (2014)                                    |
| Froideterre                   | 70259      | CC du pays de Lure  | 356 (2014)                                    |
| Genevreuille                  | 70262      | CC du pays de Lure  | 176 (2014)                                    |
| Malbouhans                    | 70328      | CC des mille étangs | 372 (2014)                                    |
| La Neuvelle-lès-Lure          | 70385      | CC du pays de Lure  | 334 (2014)                                    |
| Pomoy                         | 70416      | CC du Triangle Vert | 206 (2014)                                    |
| Quers                         | 70432      | CC du Triangle Vert | 374 (2014)                                    |
| Saint-Germain                 | 70464      | CC du pays de Lure  | 1 349 (2014)                                  |

## Démographie
| 1990  | 1999  | 2006  | 2011   | 2012   |
| ----- | ----- | ----- | ------ | ------ |
| 9 698 | 9 656 | 9 854 | 10 050 | 10 061 |